# Kabelo Kgosiemang
Kabelo Kgosiemang (* 7. Januar 1986 in Rakhuna) ist ein botswanischer Hochspringer. Er hält mit übersprungenen 2,34 Metern den Landesrekord und wurde seit 2006 fünfmal in Folge Afrikameister.

## Sportliche Laufbahn
Kgosiemang war in seiner Jugend ein begeisterter Fußballer und kam erst im Alter von 17 Jahren zur Leichtathletik. Auf Anhieb übersprang er 1,95 m, etablierte sich als einer der besten Jugendhochspringer in Botswana und gewann 2005 bei den Juniorenafrikameisterschaften in Radès mit übersprungenen 2,16 m die Goldmedaille. Dies weckte das Interesse des deutschen Leichtathletikvereins ATC Cologne, das das afrikanische Talent im Dezember 2005 unter seine Fittiche nahm. Im Jahr darauf nahm er erstmals an den Afrikameisterschaften in Bambous teil und siegte dort mit neuem Landesrekord von 2,30 m, ehe er beim Weltcup in Athen mit 2,20 m auf den vierten Platz gelangte. 2007 nahm er an den Afrikaspielen in Algier teil und siegte auch dort mit einer Höhe von 2,27 m und egalisierte damit den Meisterschaftsrekord, der bisher vom Nigerianer Anthony Idiata gehalten wurde. Damit qualifizierte er sich auch für die Teilnahme an den Weltmeisterschaften in Osaka, bei denen er mit 2,26 m im Finale den neunten Platz belegte. 2008 begann für Kgosiemang mit einigen Verletzungen, doch dann sorgte er bei den Afrikameisterschaften für einen Paukenschlag. In der Höhenluft von Addis Abeba übersprang er 2,34 m und verbesserte seinen eigenen Landesrekord auf einen Schlag um vier Zentimeter. Zudem egalisierte er damit den Meisterschaftsrekord des Algeriers Abderrahmane Hammad. Die Olympischen Spiele in Peking indes verliefen eher enttäuschend. Kgosiemang schaffte nur 2,20 m und schied damit in der Qualifikation aus.
2009 gelangte er bei den Weltmeisterschaften in Berlin übersprang der Wahl-Kölner in der Qualifikation 2,30 m, konnte aber diese Leistung im verregneten Finale nicht bestätigen und wurde mit 2,18 m 13. Im Jahr darauf belegte er bei den Hallenweltmeisterschaften in Doha mit 2,28 m den sechsten Platz und feierte anschließend bei den Afrikameisterschaften in Nairobi mit 2,19 m den dritten kontinentalen Titelgewinn in Folge. Zum Abschluss der Saison konnte er sich bei den Commonwealth Games in Neu-Delhi mit übersprungenen 2,26 m die Bronzemedaille hinter den beiden Bahamaiern Donald Thomas und Trevor Barry sichern. Zuvor erreichte er beim Continental-Cup in Split mit 2,25 m erneut den vierten Platz. 2011 schied er bei den Weltmeisterschaften im südkoreanischen Daegu mit 2,21 m in der Qualifikation aus und musste sich anschließend bei den Afrikaspielen in Maputo mit 2,20 m erstmals auf kontinentaler Ebene dem Sudanesen Ali Mohd Younes Idriss geschlagen geben. 2012 verlief die Saison sehr durchwachsen, jedoch sicherte er sich bei den Afrikameisterschaften in Porto-Novo mit 2,25 m seine vierte Goldmedaille in Folge, verpasste aber eine erneute Qualifikation für die Olympischen Spiele in London.
2013 nahm er ein weiteres Mal an den Weltmeisterschaften in Moskau teil und erreichte dort mit übersprungenen 2,25 m im Finale den zehnten Platz. Im Jahr darauf belegte er bei den Commonwealth Games im schottischen Glasgow mit 2,21 m den fünften Platz und siegte daraufhin bei den Afrikameisterschaften mit einer Höhe von 2,28 m. Daraufhin wurde er beim Continental-Cup ebendort mit übersprungenen 2,18 m Achter. 2015 schied er bei den Weltmeisterschaften in Peking mit 2,22 m in der Qualifikation aus, siegte anschließend aber bei den Afrikaspielen in Brazzaville mit einer Höhe von 2,25 m. 2016 riss seine Siegesserie bei den Afrikameisterschaften in Durban, bei denen er mit übersprungenen 2,10 m nur auf den vierten Platz gelangte. Die folgenden Jahre verliefen immer durchwachsener und Kgosiemang bestritt kaum noch Wettkämpfe. 2019 nahm er aber erneut an den Afrikaspielen in Rabat teil und wurde dort mit einer Höhe von 2,10 m Vierter.
2017 wurde Kgosiemang botswanischer Meister im Hochsprung.

## Persönliche Bestleistungen
- Hochsprung: 2,34 m, 4. Mai 2008 in Addis Abeba (botswanischer Rekord)
  - Hochsprung (Halle): 2,28 m, 6. Februar 2010 in Arnstadt (botswanischer Rekord)